# 밀라노 패션 위크

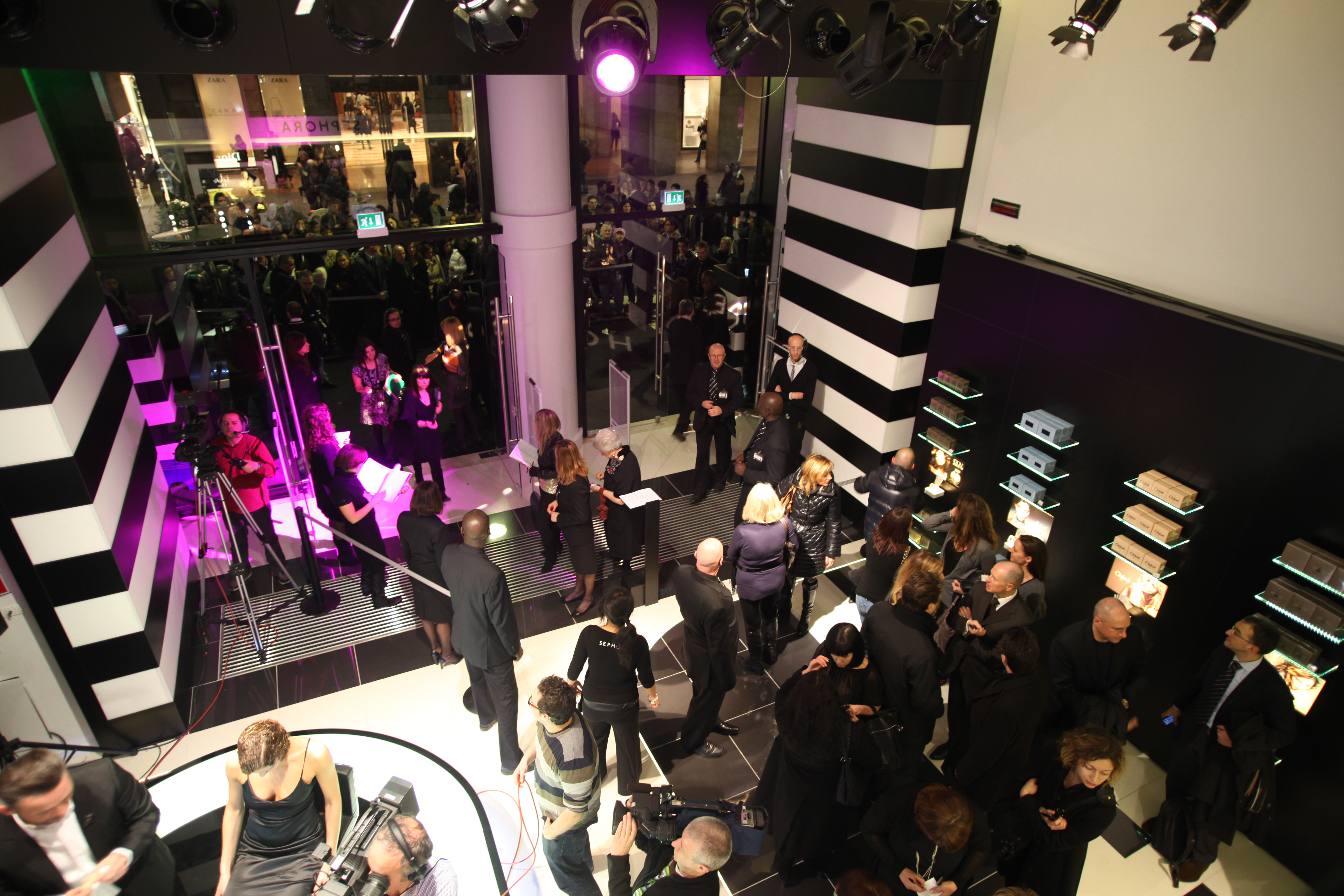
2010년 밀라노 패션 위크

밀라노 패션 위크(이탈리아어: Settimana della moda di Milano, 영어: Milan Fashion Week, MFW)는 이탈리아 밀라노에서 열리는 패션 위크이다. 1년에 두 번 밀라노에서 열린다. 가을/겨울 행사는 2월이나 3월 중에, 봄/여름 행사는 9월이나 10월 중에 열린다. 뉴욕 패션 위크, 런던 패션 위크, 파리 패션 위크와 함께 "4대 패션 위크" 중 하나이다.

## 같이 보기
- 뉴욕 패션 위크(NYFW)
- 런던 패션 위크(LFW)
- 파리 패션 위크(PFW)